# Richard Colt Hoare

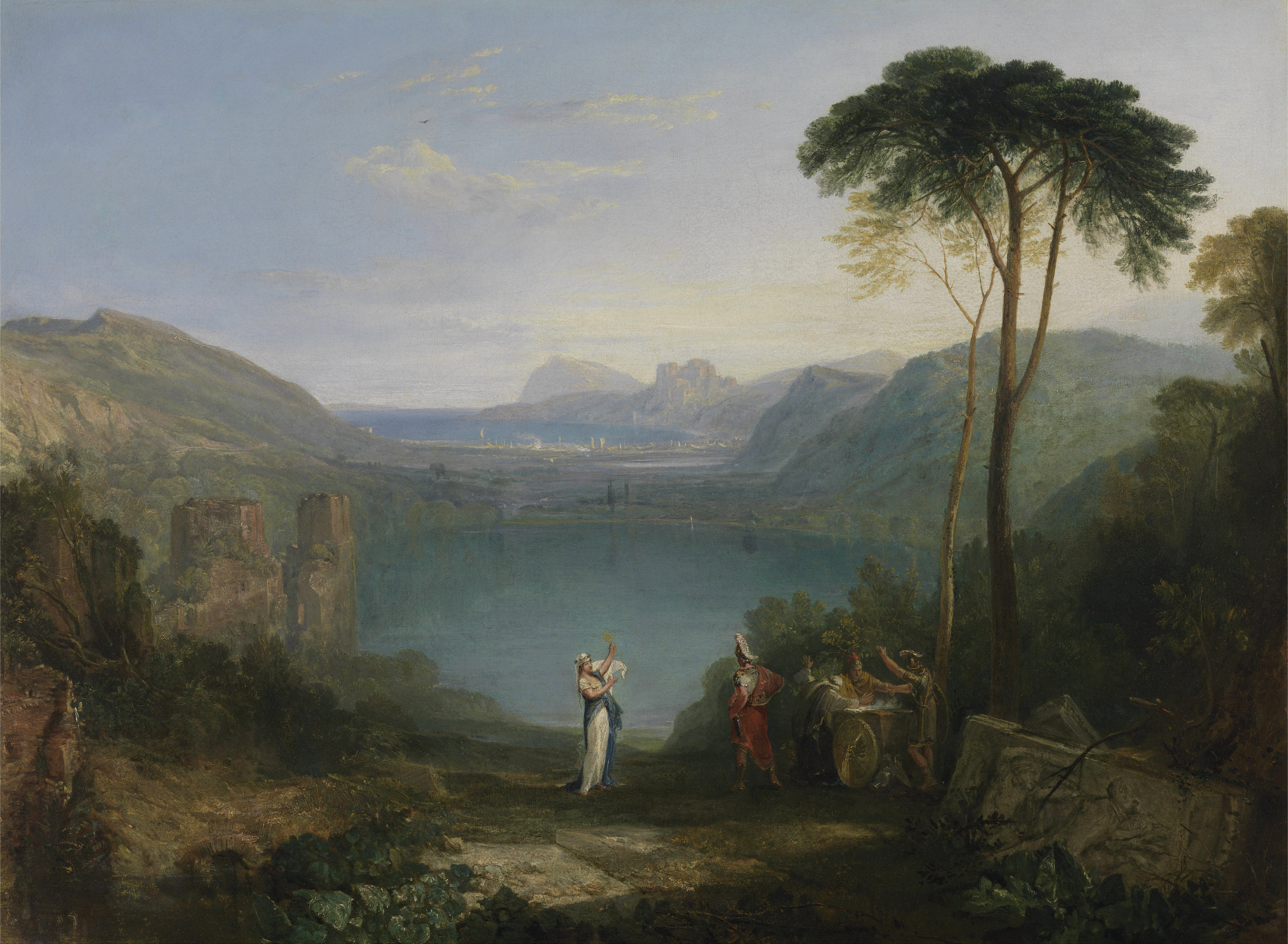
Målning beställd av Richard Colt Hoare, konstnären är Joseph Mallord William Turner

Richard Colt Hoare, 2:e baronet, född 9 december 1758, död 7 maj 1838, var en engelsk antikvarie och arkeolog under det tidiga 1800-talet. Han härstammade från Richard Hoare, som grundade familjens bankaffärer. 
Med ett ansenligt bidrag från sin farfar Henry kunde han utbilda sig till arkeolog, för vilket han visat sig ha fallenhet. 1783 gifte han sig med Hester, dotter till William Henry, Lord Lyttelton, och efter hennes död två år senare gjorde han längre besök i Frankrike, Italien och Schweiz.
Colt Hoare dog i Stourhead, Wiltshire, 1838.

## Bidrag till arkeologin
Colt Hoare grävde ut 379 gravhögar på Salisburyslätten samt identifierade många andra platser i området och klassificerade och publicerade sina upptäckter. Eftersom treperiodsystemet inte hade börjat användas kunde han inte datera sina upptäckter och hade svårt att tolka dem.